# اندرو جوکس (جراح)
اندرو جکس (به انگلیسی: Andrew Jukes) ‏ (؟؟-۱۸۲۱) یک جراح شرکت هند شرقی، در سال ۱۸۰۸ وارد ایران به عنوان ماموریت دیپلماتیک عضو سر هرتفورد جونز است. جکس تا زمان مرگ او (احتمالاً به دلیل وبای آسیایی) در سال ۱۸۲۱ در ایران باقی ماند. او در صومعه ارمنی سورپ امناپرگیچ در جلفا اصفهان به خاک سپرده شد.